# Aus der Zeit gefallen
Aus der Zeit gefallen (engl. Originaltitel Twice Upon A Time) ist die 13. und letzte Episode der zehnten Staffel der Neuauflage der britischen Science-Fiction-Serie Doctor Who. In dieser Folge hat Peter Capaldi seinen letzten regulären Auftritt als Doktor, ehe er am Ende der Geschichte die Rolle an Jodie Whittaker weitergibt. Drehbuchautor war der damalige Showrunner Steven Moffat. Diese Episode stellt die letzte Geschichte mit Beteiligung von Steven Moffat dar, der hiernach den Posten an Chris Chibnall übergeben hat. Die Regie übernahm Rachel Talalay.
Die Ausstrahlung fand am 25. Dezember 2017 statt. Gleichzeitig wurde die Episode auch in Australien in einigen Kinos gezeigt.

## Handlung
Der zwölfte Doktor landet mit seiner TARDIS am Südpol der Erde. Da er nach einem Kampf mit dem Cyberman schwer verwundet wurde, setzt die Regeneration ein. Des Prozesses müde geworden, hält er diesen jedoch zurück. Beim Verlassen der TARDIS bemerkt er eine Person, die durch den Schneesturm irrt, die sich als seine erste Inkarnation zu erkennen gibt. Wie sich herausstellt, steht der erste Doktor ebenfalls kurz vor der Regeneration und versucht ebenfalls, so wie sein zukünftiges Ich, die Regeneration zu verhindern. Da die jüngeren Inkarnationen bei einem Aufeinandertreffen und Überschneiden der jeweiligen Zeitlinien ihre Erinnerungen an das Treffen verlieren, kann sich der zwölfte Doktor nicht an die Angst seiner ersten Inkarnation vor der Regeneration erinnern. Dies beunruhigt ihn sehr, da er befürchtet, dass seine Existenz ausgelöscht wird. Im Moment dieser Erkenntnis beginnt die Zeit stillzustehen und es stößt ein Hauptmann aus dem Ersten Weltkrieg zu ihnen.
Innerhalb der TARDIS versuchen die Männer herauszufinden, was der Grund für den eingefrorenen Moment ist, als die TARDIS an Bord eines großen Schiffs gezogen wird. Auf dem Schiff trifft er seine Begleiterin Bill Potts wieder, die er tot geglaubt hatte, und hat daher Zweifel, ob es die echte Bill ist. Die gläsernen Piloten des Schiffs versprechen den Doktoren Freiheit, wenn sie ihnen erlauben, den Hauptmann zurück zu seinem Todestag zu bringen. Der zwölfte Doktor lehnt diese Aufforderung jedoch ab und flieht gemeinsam mit seiner früheren Inkarnation, dem Hauptmann und Bill vom Schiff und sie flüchten mit der TARDIS des ersten Doktors zum Planeten Villengard.
Auf Villengard trifft sich der zwölfte Doktor mit einem abtrünnigen Dalek, der ihm Zugriff auf die Datenbank der Daleks gibt. Dort findet er heraus, dass es sich bei den gläsernen Piloten um die Testimony handelt, die die Erinnerungen von Menschen zum Zeitpunkt ihres Todes kopieren und in gläserne Avatare einspeisen. So ist auch Bill einer dieser Avatare. Da der zwölfte Doktor keinen böswilligen Hintergrund bei Testimonys Taten sieht, willigt er ein, den Hauptmann zurück in seine Zeit zu bringen. Somit kehrt die Gruppe zurück zur Erde ins Jahr 1914.
Als der Hauptmann seinen Platz in der Zeit wieder einnimmt, beginnt diese wieder zu laufen. Bevor er jedoch von einem deutschen Soldaten erschossen wird, wird der Weihnachtsfrieden verkündet und der Hauptmann bleibt verschont. Tief bewegt von den Taten seiner zukünftigen Inkarnation, kehrt der erste Doktor zurück auf seinen eigentlichen Platz auf der Zeitlinie und lässt die Regeneration in den zweiten Doktor zu.
Der zwölfte Doktor und der Avatar von Bill bleiben allein auf dem Schlachtfeld zurück. Der Doktor, immer noch unsicher, ob er die Regeneration zulassen oder sein Leben zu einem Ende kommen lassen soll, bekommt von Bill die Erinnerungen an seine frühere Begleiterin Clara zurück. Auch erscheint Nardole, ein weiterer Avatar eines Begleiters dieser Inkarnation, um dem Doktor einen richtigen Abschied von seinen Freunden zu gewähren. Diese bitten ihn zudem darum, nicht zu sterben und die Regeneration zuzulassen, denn das Universum brauche ihn. Als die Avatare verschwinden, begibt sich der Doktor in seine TARDIS.
Nach einem kurzen Zögern lässt er die Regeneration zu. Beim Versuch des dreizehnten Doktors, die TARDIS zu bedienen, kommt es zu einer Fehlermeldung. Sie stürzt aus dem Kontrollraum im freien Fall Richtung Erde, während über ihr die TARDIS dematerialisiert.

## Synchronisation
| Rolle                               | Schauspieler     | Synchronsprecher |
| ----------------------------------- | ---------------- | ---------------- |
| Der zwölfte Doktor                  | Peter Capaldi    | Bernd Vollbrecht |
| Der erste Doktor                    | David Bradley    | Fred Maire       |
| Bill Potts                          | Pearl Mackie     | Anja Stadlober   |
| Archibald Hamish Lethbridge-Stewart | Mark Gatiss      | Florian Halm     |
| Deutscher Soldat                    | Toby Whithouse   | Roland Wolf      |
| Helen Clay                          | Nikki Amuka-Bird | Dana Friedrich   |
| Benjamin "Ben" Jackson              | Jared Garfield   | Moritz Lehmann   |
| Benjamin "Ben" Jackson              | Michael Craze    | Moritz Lehmann   |
| Polly Wright                        | Lily Travers     | Cathlen Gawlich  |
| Polly Wright                        | Anneke Wills     | Cathlen Gawlich  |
| Nardole                             | Matt Lucas       | Oliver Kalkofe   |
| Clara Oswin Oswald                  | Jenna Coleman    | Luisa Wietzorek  |
| Der dreizehnte Doktor               | Jodie Whittaker  | Melanie Hinze    |

## Auszeichnungen
- Nominierung für den Hugo Award in der Kategorie Best Dramatic Presentation, Short Form[2]

## Trivia
- David Bradley spielte den ersten Doktor bzw. seinen Darsteller William Hartnell bereits im Doku-Drama Ein Abenteuer in Raum und Zeit, das zum 50. Jubiläum der Serie im Jahr 2013 entstanden ist.
- Dies ist das zweite Mal, dass der erste Doktor für eine Multi-Doktor-Geschichte neu besetzt wurde. Dies geschah bereits 1983 in der Sonderfolge zum 20. Jubiläum Die fünf Doktoren als Richard Hurndall die Rolle des bereits verstorbenen William Hartnell übernahm.
- Mark Gatiss, der den Hauptmann spielt, spielte bereits in der Folge Der Preis der Jugend in Staffel 3 eine Nebenrolle. Des Weiteren schrieb er auch einige Drehbücher für die Serie sowie das Drehbuch für das Doku-Drama Ein Abenteuer in Raum und Zeit.
- Für den ersten Doktor spielen die Ereignisse gegen Ende des Serials The Tenth Planet aus dem Jahr 1966.
- Der am Ende der Geschichte eingeführte dreizehnte Doktor ist die erste weibliche Inkarnation der Figur. Gespielt wird sie von Jodie Whittaker.